# No Silence
No Silence este al cincilea album de studio creat de DJ-ul german André Tanneberger cunoscut ca ATB. A fost lansat în 2004 și include hituri ca „Marrakech”, „Ecstasy” și „Here with Me”. Aceste trei cântece au fost lansate ca discuti single, iar pentru primele două s-au turnat videoclipuri. Melodia „Marrakech” a fost inclusă în coloana sonoră a filmului Mindhunters. Există și o ediție specială a albumului, care include un DVD cu remixuri și videoclipuri. Spre deosebire de celelalte albume, ATB a făcut trecerea de la un cântec la altul, începutul următorului auzindu-se mai încet și acompaniat de sunete din natură. A colaborat cu cântărețe ca Roberta Carter Harrison, Tiff Lacey, Madelin Zero, Michal The Girl și Ken Harrison.

## Lista melodiilor
| Nr. | Titlu                  | Autor(i)                                    | Lungime |  |
| 1.  | „Marrakech”            | A. Tanneberger, B. Elliott-Smith, P. Larsen | 4:22    |  |
| 2.  | „Ecstasy”              | A. Tanneberger, B. Elliott-Smith, P. Larsen | 4:21    |  |
| 3.  | „The Autumn Leaves”    | A. Tanneberger, A. Perls                    | 5:42    |  |
| 4.  | „Here With Me”         | A. Tanneberger, B. Elliott-Smith, P. Larsen | 5:12    |  |
| 5.  | „Black Nights”         | A. Tanneberger, M. Zero                     | 5:02    |  |
| 6.  | „Mysterious Skies”     | A. Tanneberger                              | 5:30    |  |
| 7.  | „Collides With Beauty” | A. Tanneberger, M. Zero                     | 5:49    |  |
| 8.  | „Sun Goes Down”        | A. Tanneberger, K. Harrison                 | 4:07    |  |
| 9.  | „After The Flame”      | A. Tanneberger, K. Harrison                 | 6:02    |  |
| 10. | „IntenCity”            | A. Tanneberger, RuDee                       | 5:26    |  |
| 11. | „Eternal Swells”       | A. Tanneberger                              | 5:14    |  |
| 12. | „Wait For Your Heart”  | A. Tanneberger, K. Harrison                 | 5:16    |  |
| 13. | „Circular Symmetry”    | A. Tanneberger, Woody van Eyden             | 5:38    |  |

| Ediție limitată - Germania (DVD Bonus) |                                                        |         |  |
| Nr.                                    | Titlu                                                  | Lungime |  |
| 1.                                     | „Marrakech (Videoclip)”                                |         |  |
| 2.                                     | „Producerea cântecului Marrakech și interviuri”        | 16:07   |  |
| 3.                                     | „Fotografii”                                           | -       |  |
| 4.                                     | „Mindhunters (Trailer)”                                | -       |  |
| 5.                                     | „Marrakech (Alex M.O.R.P.H.'s Synthetic Empire Dub)”   | 7:25    |  |
| 6.                                     | „Marrakech (Live @ Nowhere Mix)”                       | 11:30   |  |
| 7.                                     | „Marrakech (Alex M.O.R.P.H.'s Synthetic Empire Remix)” | 9:05    |  |

| Ediția SUA - DVD Bonus |                                                      |         |  |
| Nr.                    | Titlu                                                | Lungime |  |
| 1.                     | „Ecstasy (Videoclip)”                                | 3:21    |  |
| 2.                     | „Producerea cântecului Marrakech și interviuri”      | 16:07   |  |
| 3.                     | „Galerie foto”                                       | -       |  |
| 4.                     | „Imagini de la producerea cântecului Marrakech”      | -       |  |
| 5.                     | „Marrakech (Alex M.O.R.P.H.'s Synthetic Empire Mix)” | 9:05    |  |
| 6.                     | „Marrakech (Alex M.O.R.P.H.'s Synthetic Empire Dub)” | 7:24    |  |
| 7.                     | „Ecstasy (Chill In The Sunrise Mix)”                 | 6:03    |  |

| Ediție Asia Editon - Disc 2 |                                                      |         |  |
| Nr.                         | Titlu                                                | Lungime |  |
| 1.                          | „Marrakech (Airplay Mix)”                            | 3:46    |  |
| 2.                          | „Marrakech (A&T Remix) ”                             | 8:36    |  |
| 3.                          | „Marrakech (Clubb Mix)”                              | 11:18   |  |
| 4.                          | „Marrakech (Live @ Nowhere Mix) ”                    | 11:31   |  |
| 5.                          | „Marrakech (Revolution Mix)”                         | 9:16    |  |
| 6.                          | „Marrakech (Alex M.O.R.P.H. Synthetic Empire Remix)” | 7:25    |  |
| 7.                          | „Marrakech (Alex M.O.R.P.H. Synthetic Empire Dub) ”  | 9:05    |  |
| 8.                          | „Ecstacy (AT&B Airplay Mix)”                         | 3:21    |  |
| 9.                          | „Ecstacy (Clubb Mix)”                                | 5:25    |  |
| 10.                         | „Ecstacy (A&T Remix)”                                | 6:47    |  |